# Бизь (Башкортостан)
Бизь (баш. Биҙ) — деревня в Татышлинском районе Республики Башкортостан Российской Федерации. Входит в состав Аксаитовского сельсовета.

## География

### Географическое положение
Расстояние до:
- районного центра (Верхние Татышлы): 29 км,
- центра сельсовета (Аксаитово): 8 км,
- ближайшей ж/д станции (Куеда): 16 км.

## Население
| 2002 | 2009 | 2010 |
| ---- | ---- | ---- |
| 97   | ↘86  | ↗87  |

Национальный состав
Согласно переписи 2002 года, преобладающая национальность — башкиры (96 %).